# Nicole Rottmann
Nicole Rottmann (* 28. Juni 1989 in Wagna) ist eine ehemalige österreichische Tennisspielerin.

## Karriere
Nicole Rottmann spielte vor allem auf Turnieren des ITF Women’s Circuit, bei denen sie bislang zwei Einzel- und 13 Doppeltitel gewinnen konnte.
2013 bestritt sie drei Partien im Fed Cup für Österreich; sie verlor das Einzel gegen Rumänien, gewann aber zusammen mit Melanie Klaffner das Doppel. Zudem gewann sie mit Klaffner das Doppel in der Begegnung gegen Georgien.
Ihre besten Weltranglistenpositionen erreichte Rottmann im Jahr 2012 mit Platz 307 im Einzel und Platz 185 im Doppel.
In der deutschen Bundesliga spielte Rottmann 2012 für den TC Rüppurr Karlsruhe 1929 in der 1. Liga und 2013 sowie 2014 in der 2. Liga.
Ihr letztes Match bestritt sie 2017 in der Einzelkonkurrenz in Přerov, wo sie im Viertelfinale gegen Aneta Kladivová ausschied.

## Turniersiege

### Einzel
| Nr. | Datum              | Turnier      | Kategorie   | Belag     | Finalgegnerin       | Ergebnis       |
| --- | ------------------ | ------------ | ----------- | --------- | ------------------- | -------------- |
| 1.  | 30. September 2007 | Thessaloniki | ITF $10.000 | Sand      | Alice Moroni        | 6:4, 6:0       |
| 2.  | 28. Mai 2011       | Durban       | ITF $10.000 | Hartplatz | Kateřina Kramperová | 6:74, 7:5, 6:1 |

### Doppel
| Nr. | Datum              | Turnier         | Kategorie   | Belag     | Partnerin                 | Finalgegnerinnen                         | Ergebnis         |
| --- | ------------------ | --------------- | ----------- | --------- | ------------------------- | ---------------------------------------- | ---------------- |
| 1.  | 9. November 2008   | El Menzah       | ITF $10.000 | Hartplatz | Franziska Klotz           | Anna Larkina Alexandra Tucakov           | 6:3, 6:4         |
| 2.  | 11. Oktober 2009   | Troy            | ITF $50.000 | Hartplatz | Petra Rampre              | Jorgelina Cravero Edina Gallovits        | 6:3, 3:6, [10:8] |
| 3.  | 29. Mai 2010       | Durban          | ITF $10.000 | Hartplatz | Blanka Szávay             | Sanaa Bhambri Rushmi Chakravarthi        | 3:6, 7:5, [11:9] |
| 4.  | 28. August 2010    | San Luis Potosí | ITF $10.000 | Hartplatz | Macall Harkins            | Andrea Benítez Nadia Echeverría Alam     | 6:1, 6:4         |
| 5.  | 19. September 2010 | Caracas         | ITF $10.000 | Hartplatz | Gally de Wael             | Andrea Gámiz Adriana Pérez               | 6:2, 1:6, [10:4] |
| 6.  | 26. September 2010 | Caracas         | ITF $10.000 | Hartplatz | Gally de Wael             | Mikele Irazusta Maria Paula Ribero       | 6:0, 6:1         |
| 7.  | 27. März 2011      | Poza Rica       | ITF $10.000 | Hartplatz | Macall Harkins            | Fernanda Hermenegildo Teliana Pereira    | 6:2, 6:4         |
| 8.  | 7. August 2011     | Monteroni       | ITF $25.000 | Sand      | Kiki Bertens              | Gioia Barbieri Anastasia Grymalska       | 6:0, 6:3         |
| 9.  | 12. Mai 2012       | Rosario         | ITF $25.000 | Sand      | Teliana Pereira           | Verónica Cepede Royg Luciana Sarmenti    | 6:2, 7:5         |
| 10. | 29. Juli 2012      | Wrexham         | ITF $25.000 | Hartplatz | Lenka Wienerová           | Yuka Higuchi Hirono Watanabe             | 6:1, 6:1         |
| 11. | 4. August 2012     | Bad Saulgau     | ITF $25.000 | Sand      | Rocío de la Torre-Sánchez | Anastassija Piwowarowa Laura Thorpe      | 7:5, 6:1         |
| 12. | 16. März 2013      | Metepec         | ITF $10.000 | Hartplatz | Macall Harkins            | Laura Pigossi Marcela Zacarías           | 6:3, 6:2         |
| 13. | 12. März 2016      | Antalya         | ITF $10.000 | Sand      | Yvonne Neuwirth           | Andreea Ghițescu Raluca Georgiana Șerban | 2:6, 6:4, [10:5] |